# Enkratiten
Enkratiten (altgriechisch ἐγκράτεια „Enthaltsamkeit“) ist eine Bezeichnung für die Anhänger einer weitverbreiteten und vielgestaltigen asketischen Richtung in der alten Kirche ab dem Ende des 2. Jahrhunderts bis zum Ende des 3. Jahrhunderts, welche durch strenge Enthaltung des Genusses von Fleisch und Wein sowie sexuelle Enthaltsamkeit das Ziel der Vergeistigung anstrebte. Häufig wurde Wein selbst beim Abendmahl durch Wasser ersetzt (Aquarier oder Hydroparastaten).

## Einordnung
Die Enkratiten formierten sich nicht als eine geschlossene häretische Bewegung oder Parteiung, sondern sind eine Sammlung verschiedener asketischer Strömungen und Gruppierungen innerhalb des sehr breiten Spektrums der Alten Kirche.
Bereits in der zweiten Hälfte des zweiten Jahrhunderts um den syrischen Theologen Tatian († ca. 170 n. Chr.) gab es eine strenge Ablehnung von antiker griechischer Kultur, die mit Sinnenlust und Amoral gleichgesetzt wurde. Die These aus dem 19. Jahrhundert, Tatians Lehre sei der Ursprung der Enkratiten, gilt seit dem frühen 20. Jahrhundert als überholt.
Aufgrund gleicher Askeseformen bei einigen gnostischen Gruppierungen, denen Materie als böses Prinzip galt, wurden die Enkratiten auch als Teil der Gnosis gesehen. Hinzu kommt eine ähnliche, sexualfeindliche Auslegung der Paradieserzählung (Gen 1-3 ), die an den späteren Manichäismus und dessen Einfluss auf Augustinus erinnert.
Als häresiologischer Terminus wurde Enkratiten fast ausschließlich von griechisch- bzw. lateinischsprachigen Theologen verwendet. In Syrien wurde die Haltung eher den Kirchenchristen zugesprochen, während gnostische Gruppierungen wie die Anhänger Bardaisans Askese ablehnten, so dass man davon ausgeht, dass das syrische Christentum in den ersten Jahrhunderten enkratitisch geprägt war. Wirkungsgeschichtliche Ausläufer waren die Messalianer, die wiederum das Mönchtum mitprägten.
Die Alte Kirche entwickelte sich im Laufe des 3. Jahrhunderts von einer Minderheit zu einer Massenbewegung. Dies führte frömmigkeitsgeschichtlich bei einigen Christen, die sich weiterhin als Gläubige von der Umwelt unterscheiden wollten, zu verstärkter Askese und Heiligungsbewegungen.